# پل فور (بازیگر)
پل فور (فرانسوی: Paul Faivre‎؛ ۳ مارس ۱۸۸۶ – ۵ مارس ۱۹۷۳) بازیگر اهل فرانسه بود.

## گزیدهٔ فیلم‌شناسی
- غیبت طولانی (۱۹۶۱)
- بینوایان (۱۹۵۸)
- دروازه‌های پاریس (۱۹۵۷)
- و خداوند زن را آفرید (۱۹۵۶)
- بدون گذاشتن نشانی (۱۹۵۱)
- کنوک (۱۹۵۱)
- عدالت اجرا شد (۱۹۵۰)
- آقای ونسان (۱۹۴۷)
- کنت دو مونت-کریستو (۱۹۴۳)